# Раків (Україна)
Ра́ків — село в Україні, у Брошнів-Осадській селищній громаді Калуського району Івано-Франківської області.

## Історія
У податковому реєстрі 1515 року в селі документується 5 ланів (близько 125 га) оброблюваної землі.
В 1888 р. церкву Пресвятої Богородиці за проектом В. Нагірного збудував Іван Данилків (також збудував церкви в Калуші, Вістові, Підмихайлі).
У 1921 р. проживало 727 чоловіків і 777 жінок, із з них римо-католиків було 92 особи, греко-католиків 1396, 10 євангелістів, 6 інших віровизнань.
У 1939 році в селі проживало 1800 мешканців (1705 українців, 40 поляків, 40 латинників, 5 євреїв і 10 німців та інших національностей).

## Населення

### Мова
Розподіл населення за рідною мовою за даними перепису 2001 року:
| Мова       | Кількість | Відсоток |
| ---------- | --------- | -------- |
| українська | 1297      | 99.77%   |
| російська  | 2         | 0.15%    |
| білоруська | 1         | 0.08%    |
| Усього     | 1300      | 100%     |

## Відомі люди

### Народилися
- Кармільчик Олександр Валентинович (1981—2015) — боєць 93-бригади, загинув у бою у Донецькій області
- Кравців Меланія (с. Раків) — українська письменниця, журналістка, громадська діячка;
- Лаврів Петро — член ОУН, український краєзнавець, автор ряду пізнавальних книг з історії Південно-Східної України;
- Кость Посацький — селянин, політичний та громадський діяч Галичини середини XIX століття, посол до Австрійського парламенту 1848 року.
- Сенів Юрко (псевдо: «Костенко») (16 травня 1923 — † 26 серпня 1946) — діяч ОУН та УПА, Лицар Срібного Хреста Бойової Заслуги ІІ класу , Бронзового Хреста Бойової Заслуги (посмертно);